# Paul Hoffman (Autor, 1953)
Paul Hoffman (* 9. November 1953) ist ein englischer Autor und Drehbuchautor.

## Leben
Hoffman studierte Anglistik am New College (Oxford). Danach arbeitete er in über 20 Berufen, unter anderem als Gutachter für den British Board of Film Classification. Hoffman schrieb neben einigen Kurzgeschichten bisher drei Bücher und eine Fantasy-Serie. The Wisdom of Crocodiles war 2000 sein erstes Buch, basierend auf seinem Drehbuch des gleichnamigen Films von 1998.
2007 erschien das Buch The Golden Age of Censorship, das bisher nicht ins Deutsche übersetzt wurde. 2010 folgte der erste Teil einer Fantasy-Trilogie, welche 2013 mit dem Band The Beating of his Wings zunächst abgeschlossen wurde. Die deutschen Übersetzungen erschien jeweils im Folgejahr, wobei der erste Band von Reinhard Tiffert und die anderen beiden von Karlheinz Dürr übersetz wurden. 2021 erschien ein vierter Band, der die Reihe fortsetzt.
2017 erschien ein weiterer Einzelband Scorn.

## Werke

### Einzelbände
- The Wisdom of Crocodiles. 2000.
- The Golden Age of Censorship. 2007.
- Scorn. 2017.

### Thomas Cale Trilogie
- The Left Hand of God. 2010.
  - Deutsch: Die linke Hand Gottes. Goldmann, München 2010, ISBN 978-3-442-31232-0.
- The Last Four Things. 2011.
  - Deutsch: Die letzten Gerechten. Goldmann, München 2011, ISBN 978-3-442-31256-6.
- The Beating of His Wings. 2013.
  - Deutsch: Die Stunde des Erlösers. Goldmann, München 2014, ISBN 978-3-442-31330-3.
- The White Devil. 2021.

## Filmografie (Auswahl)
- 1998: Die Weisheit der Krokodile (The Wisdom of Crocodiles)
- 2001: Superstition – Spiel mit dem Feuer (Superstition)